# シャルロッテ・クリスティーネ・フォン・ブラウンシュヴァイク＝ヴォルフェンビュッテル
シャルロッテ・クリスティーネ・フォン・ブラウンシュヴァイク＝ヴォルフェンビュッテル（ドイツ語: Charlotte Christine von Braunschweig-Wolfenbüttel, 1694年8月29日 - 1715年11月2日）は、ロシアの皇族アレクセイ・ペトロヴィチ大公（皇帝ピョートル1世と最初の妃エヴドキヤ・ロプーヒナの長男）の妃。ピョートル2世の母。

## 生涯
ブラウンシュヴァイク＝ヴォルフェンビュッテル公ルートヴィヒ・ルドルフとその妻であるエッティンゲン＝エッティンゲン侯女クリスティーネ・ルイーゼの三女として、ブラウンシュヴァイクで生まれた。姉エリーザベト・クリスティーネは神聖ローマ皇帝カール6世の皇后。マリア・テレジアは姪に当たる。また、イヴァン6世は甥アントン・ウルリヒの子である。
1711年10月25日、トルガウ（現在のドイツ・ザクセン州ライプツィヒ県の町）でアレクセイと結婚。シャルロッテは正教への改宗を強制されず、ルター派のままでいてよいと許された。その代わり、生まれる子供たちは正教徒として育てることに同意した。アレクセイは初めから結婚に気が進まず、結婚後もシャルロッテのことを「あばた顔」「やせっぽち」と公言して、彼女を公の場で無視した。1714年、長女ナターリア（1714年 - 1728年）を出産。アレクセイはフィンランド人の愛妾アフロシニアと宮殿で暮らし、妻子を顧みなかった。長男ピョートル（のちの皇帝ピョートル2世）を出産後、シャルロッテはサンクトペテルブルクで急死した。
のち、1715年にシャルロッテは死なず、北アメリカに逃れ、モーリシャス島へ渡ったという伝説が生まれた。